# 1979 en journalisme
Cet article présente les faits marquants de l'année 1979 en journalisme.

## Évènements
- octobre : début de l'affaire des diamants de Bokassa, à la suite de révélations du Canard enchaîné.